# Le Marché aux puces
Le Marché aux puces est une chanson de Joe Dassin extraite de son album studio de 1979 Blue Country. 

## Autour de la chanson
Joe Dassin enregistre une adaptation anglaise de la chanson Le Marché aux puces, adaptée par Tony Joe White ; The Guitar Don't Lie sort en 1980, sur l'ultime 45 tours du chanteur.
En 1995, Tony Joe White enregistre à son tour The Guitar Don't Lie sur son album Lake Placid Blues (nn).
En 1991, Étienne Roda-Gil, sur la musique de la chanson Le Marché aux puces, imagine de nouvelles paroles et écrit pour Johnny Hallyday la chanson La guitare fait mal, qu'il enregistre sur l'album Ça ne change pas un homme.

### Listes des pistes

#### The Guitar Don't Liepar Joe Dassin
Single 7" 45 tours — 1980,  CBS 8738

Single maxi 12" 33⅓ tours — 1980, CBS 12.8738

Single maxi 12" 45 tours — 1980, Columbia 4421077, Colombie (vinyle jaune transparent)
1. The Guitar Don't Lie (4:14)
2. Yellowstone Cowbear (4:09)

Single promo 12" 45 tours — 1980,  CBS SDC 38
1. The Guitar Don't Lie (Le Marché aux puces) (4:14)
2. Home Made Ice Cream (3:30)[6]

## Classements
The guitar don't lie par Joe Dassin
| Classement (1980) | Meilleure position |
| ----------------- | ------------------ |
| France (IFOP)     | 12                 |